# Exochus quozus
Exochus quozus là một loài tò vò trong họ Ichneumonidae.